# Buenos Aires

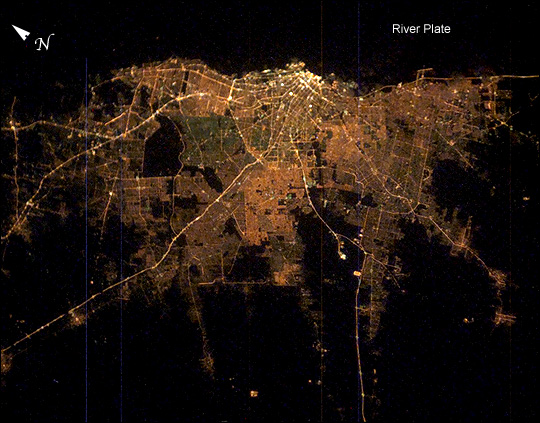
Zdjęcie satelitarne miasta nocą

Buenos Aires – stolica Argentyny, największe miasto tego kraju i jedno z największych w Ameryce Południowej, stanowiące samodzielną jednostkę administracyjną (miasto autonomiczne). Położone jest we wschodniej części kraju, na południowym (prawym) brzegu estuarium La Plata. W 2022 roku liczyło 3 120 612 mieszkańców; główny ośrodek aglomeracji Wielkiego Buenos Aires zamieszkanej przez 13 985 794 osoby (2022).

## Dane ogólne
Miasto Buenos Aires (Ciudad de Buenos Aires), nazywane także zgodnie z konstytucją od 1996 roku Autonomicznym Miastem Buenos Aires (Ciudad Autónoma de Buenos Aires), jest stolicą Republiki Argentyny. Nieformalnie używa się także nazwy „Stolica Federalna” (Capital Federal).
Licząc cały obszar aglomeracji (Wielkie Buenos Aires), jest drugim co do wielkości miastem w Ameryce Południowej (po brazylijskim São Paulo) i jednym z największych kompleksów miejskich na świecie.
Sektorem przynoszącym największe wpływy, są usługi, dające 73% produktu brutto. Na drugim miejscu znajduje się przemysł, który w 2004 roku wygenerował 20% produktu brutto (20,308 mln $).
Centrum finansowe, handlowe, naukowe i kulturalne kraju. Liczne instytucje naukowe, biblioteki, 3 uniwersytety (najstarszy zał. w 1821 r., także prywatny Uniwersytet Austral). Stare zabytkowe centrum otaczają nowoczesne arterie komunikacyjne, luksusowe osiedla pośród parków i lasów. Na północy i zachodzie – wielkie skupiska dzielnic biedoty (villas miserias), w których żyje blisko 800 tys. osób. Liczne muzea, galerie chętnie odwiedzane przez turystów; teatr z największą widownią na świecie – Teatro Colón (blisko 3,5 tys. miejsc).

## Historia
Pierwsza osada na miejscu dzisiejszego Buenos Aires została założona w 1536 roku przez hiszpańską ekspedycję poszukującą złota prowadzoną przez Pedro de Mendozę. W wyniku ataków ludności tubylczej miasto zostało opuszczone w 1541 roku, a potem założone ponownie w 1580 r. przez Juana de Garaya pod nazwą Ciudad de La Santísima Trinidad y Puerto de Santa María del Buen Ayre, czyli Miasto Przenajświętszej Trójcy i Port Maryi Panny Pomyślnego Wiatru. Było stolicą kolonii hiszpańskiej od 1617 r. Od 1776 r. stolica wicekrólestwa La Platy, a później stolica Republiki Argentyny od 1826 r.
Większość mieszkańców używa języka hiszpańskiego i jest wyznania rzymskokatolickiego. Jest tu jedno z największych skupisk polonijnych w całej Ameryce Południowej.

## Zabytki
W mieście znajduje się jedna z najszerszych ulic na świecie – Avenida 9 Julio – zbudowana w latach 30. XX wieku. W 1936 roku wzniesiono przy niej 70-metrowy obelisk, upamiętniający pierwszą nieudaną próbę założenia miasta. Równie ważna jest Avenida de Mayo, która z przylegającymi do niej ulicami (Calle Lavalle i Calle Florida) oraz dzielnicą Santa Fe tworzy Microcentro. Na Calle Florida odbywa się pół-legalna wymiana waluty. W Argentynie cały proceder nazywa się „market azul” czyli niebieski rynek. Zapoczątkowany został przez kryzys ekonomiczny w Argentynie na początku XXI wieku.
- katedra z XVIII wieku
- gmach opery z XIX wieku (jeden z największych na świecie)
- Plaza de Mayo
- ogród botaniczny

## Geografia
Granice miasta determinują: od wschodu i północnego wschodu rzeka La Plata, od południa i południowego wschodu municipio Riachuelo, a od północnego zachodu, zachodu i południowego zachodu autostrada A001.
Prawie całe Buenos Aires znajduje się na Pampie.

### Klimat
Klimat w Buenos Aires charakteryzuje się dużym zachmurzeniem i wilgotnością powietrza. Rozważając okres od 1960-1990 roku (wykorzystywany zwykle do określania klimatu), średnia roczna temperatura wynosi 17,6 °C, a suma opadów wynosi 1147 mm. W XX wieku temperatury w mieście wzrosły, co jest spowodowane tzw. zjawiskiem „wyspy ciepła”. Obecnie są wyższe o 2 °C od temperatur notowanych w regionach mniej zurbanizowanych, położonych poza miastem. Wzrost dotyczy przede wszystkim temperatur nocnych, co może utrudniać odpoczynek mieszkańcom Buenos Aires.
Najwięcej dni pochmurnych jest zimą, natomiast największe opady są charakterystyczne dla lata. Wynika to z występowania bardzo intensywnych burz, w trakcie których spadają duże ilości deszczu. Zimą opady są mniej intensywne, jednak trwają dłużej. Lata są gorące, ze średnią temperaturą wynoszącą 24,5 °C. Wysoka wilgotność może powodować uczucie duszności. Zimy przebiegają łagodnie, zwykle z temperaturą około 11 °C. Mgły występują kilka dni w roku.

### Wiatry
Buenos Aires jest pod wpływem wiatrów - el pampero i la sudestada. Pierwszy wieje z południa, jest chłodny, występuje od czerwca do października. Zwykle wieje od kilku godzin do kilku dni. Niesie duże ilości pyłu. W rejonie Buenos Aires pojawia się średnio w roku 12 razy. Często zaczyna się od burzy, po której następuje podmuch zimnego i suchego powietrza. Sudestada wieje z południowego wschodu, zwykle wiosną i jesienią. Jest wiatrem silnym, niosącym wilgotne powietrze. Czasami jest przyczyną powodzi w niżej położonych terenach, np. w dzielnicy La Boca.

## Przemysł
Różnorodny przemysł dostarcza około 55% produkcji krajowej. Główne gałęzie: samochodowy, maszynowy, elektrotechniczny, chemiczny, włókienniczy, spożywczy (słynne rzeźnie frigorificos).

## Transport
Wielki port morski przy estuarium La Platy, gdzie rzeki Parana i Urugwaj wspólnie uchodzą do Oceanu Atlantyckiego. Międzynarodowy port lotniczy Ezeiza. W mieście funkcjonuje sześć linii metra. Wielki węzeł kolejowy (skrzyżowanie aż 37 linii kolejowych, stacje m.in.: Buenos Aires Constitución) oraz drogowy. W Buenos Aires znajduje się najszersza ulica na świecie Avenida 9 Julio (200 m szerokości).

## Sport
W aglomeracji Buenos Aires, jak i w samym mieście, działa ogromna liczba dużych i małych klubów piłkarskich. Największe z nich to:
| Pierwsza Liga: - Boca Juniors - River Plate - Independiente - San Lorenzo - Vélez Sarsfield - Racing Club - Argentinos Juniors - Tigre - Banfield - CA Huracán |  | Niższe Ligi: - Arsenal Sarandí Buenos Aires - Chacarita Juniors - Nueva Chicago - Platense - Ferro Carril Oeste - Quilmes |

W Buenos Aires, w latach 1986–1987 odbywał się kobiecy turniej tenisowy cyklu WTA, WTA Argentine Open.

## Demografia
Według spisu powszechnego przeprowadzonego w listopadzie 2001 roku przez Narodowy Instytut Statystyki i Spisów Powszechnych, Buenos Aires zamieszkuje 2 776 138 mieszkańców, z czego 54,7% to kobiety, a 45,3% mężczyźni. Gęstość zaludnienia wynosi 13.679,6 osób/km². Uważa się jednak, że w spisie tym popełniono błędy i w rzeczywistości w 2001 roku Buenos Aires zamieszkiwało 2 995 805 mieszkańców.
Na początku XXI wieku, z powodu starzenia się rdzennej społeczności Buenos Aires, emigracji i zmian demograficznych spowodowanych między innymi kryzysem ekonomicznym, 40% mieszkańców miasta stanowili migranci (głównie z północnych części Argentyny i innych krajów). Szacuje się, że 316 739 mieszkańców urodziło się poza Argentyną.
| Rok  | Liczba ludności |
| ---- | --------------- |
| 1744 | ≈11 000         |
| 1770 | ≈22 000         |
| 1800 | ≈40 000         |
| 1813 | ≈46 000         |
| 1825 | ≈55 000         |
| 1838 | ≈65 000         |
| 1857 | ≈99 000         |
| 1864 | ≈140 000        |
| 1869 | 180 329         |
| 1880 | ≈248 700        |
| 1884 | ≈295 000        |
| 1887 | ≈466 300        |
| 1895 | 661 205         |
| 1903 | ≈865 000        |

| Rok  | Liczba ludności |
| ---- | --------------- |
| 1906 | 1 057 000       |
| 1914 | 1 587 884       |
| 1923 | 1 780 000       |
| 1928 | 2 079 000       |
| 1931 | 2 195 000       |
| 1938 | 2 345 200       |
| 1943 | 2 595 900       |
| 1947 | 2 981 043       |
| 1960 | 2 966 634       |
| 1970 | 2 972 453       |
| 1980 | 2 922 829       |
| 1991 | 2 965 403       |
| 2001 | 2 768 772       |
| 2005 | 2 746 761       |

## Języki
- Język rioplatense
- Lunfardo
- Cocoliche (do 1950)
- Belgranodeutsch

## Polonia
- Głos Polski
- Orzeł Biały (El Aguila Blanca)
- Biblioteka Polska im. Ignacego Domeyki
- Centrum Pamięci Bohaterów Polskich w Argentynie
- Dom Polski
- Fundacja im. Jana Kobylańskiego
- Instytut Kultury Argentyńsko-Polskiej
- Klub Polski w Argentynie
- Koło 5 Kresowej Dywizji Piechoty w Argentynie
- Koło Armii Krajowej
- Kościół Polski Matki Bożej z Guadalupe
- Krąg Starszoharcerski „Wędrownych Zniczy"
- Polska Macierz Szkolna w Argentynie
- Polskie Stowarzyszenie Absolwentów (PSA)
- Stowarzyszenie Inżynierów i Techników Polskich (SITP)
- Stowarzyszenie „Ognisko Polskie"
- Stowarzyszenie Studentów i Absolwentów Polskich w Argentynie (SSAPA)
- Towarzystwo Byłych Więźniów Politycznych Obozów Sowieckich
- Towarzystwo Demokratyczne Polskie
- Zespół tańca i pieśni ludowych „Nasz Balet"
- Zgromadzenie Kawalerów Orderu Wojennego Virtuti Militari
- Związek Harcerstwa Polskiego. Okręg w Argentynie
- Związek Inwalidów Wojennych im. gen. J. Hallera
- Związek Polaków w Argentynie (UPRA)
- Związek Polskich Kombatantów w Argentynie
- Związek Tobrukczyków i Karpatczyków[6].

## Ludzie urodzeni w Buenos Aires
- Sergio Aguero (1988) – piłkarz
- Roberto Arlt (1900–1942) – pisarz, nowelista, autor powieści i sztuk teatralnych, dziennikarz
- Mailen Auroux (1988) – tenisistka
- Daniel Barenboim (1942) – dyrygent i pianista
- Jorge Mario Bergoglio (1936–2025) – arcybiskup Buenos Aires, Prymas Argentyny, papież Franciszek (13 marca 2013–21 kwietnia 2025)
- Jorge Luis Borges (1899–1986) – pisarz, poeta i eseista
- Tatiana Búa (1990) – tenisistka
- Adolfo Bioy Casares (1941–1999) – pisarz
- Mariana Díaz-Oliva (1976) – tenisistka
- Gisela Dulko (1985) – tenisistka
- Soledad Esperón (1985) – tenisistka
- Adolfo Pérez Esquivel (1931) – architekt i rzeźbiarz (pokojowej nagrody Nobla)
- Bernardo Alberto Houssay (1887–1971) – fizjolog, laureat Nagrody Nobla
- Florencia Labat (1971) – tenisistka
- Carlos Saavedra Lamas (1878–1959) – naukowiec, prawnik i polityk, laureat Pokojowej Nagrody Nobla
- Luis Federico Leloir (1906–1987) – lekarz i biochemik, laureat Nagrody Nobla
- Maksyma (królowa Niderlandów) – królowa Holandii
- Gabriela Sabatini (1970) – tenisistka
- Martina Stoessel (21 marca 1997) – aktorka, gra główną rolę w serialu „Violetta"

## Miasta partnerskie
- Ateny (Grecja)
- Belgrad (Serbia)
- Berlin (Niemcy)
- Bilbao (Hiszpania)
- Bogotá (Kolumbia)
- Brasília (Brazylia)
- Damaszek (Syria)
- Erywań (Armenia)
- Kadyks (Hiszpania)
- Kair (Egipt)
- Kijów (Ukraina)
- Lima (Peru)
- Lizbona (Portugalia)
- Madryt (Hiszpania)
- Montevideo (Urugwaj)
- Moskwa (Rosja)
- Cagliari (Włochy)
- Ferrara (Włochy)
- Neapol (Włochy)
- Mediolan (Włochy)
- Rzym (Włochy)
- Osaka (Japonia)
- Ottawa (Kanada)
- Oviedo (Hiszpania)
- Pekin (Chiny)
- Porto Alegre (Brazylia)
- Praga (Czechy)
- Rio de Janeiro (Brazylia)
- Rotterdam (Holandia)
- Santiago (Chile)
- Santo Domingo (Dominikana)
- São Paulo (Brazylia)
- Seul (Korea Południowa)
- Sewilla (Hiszpania)
- Tel Awiw-Jafa (Izrael)
- Tuluza (Francja)
- Paryż (Francja)
- Vigo (Hiszpania)
- Warszawa (Polska)
- Reykjavík (Islandia)
- Nowy Jork (Stany Zjednoczone)
- Miami (Stany Zjednoczone)